# ブローザホーン
ブローザホーン（欧字名:Blow the Horn、2019年5月10日 - ）は、日本の競走馬。主な勝ち鞍は2024年の宝塚記念、日経新春杯。
馬名の意味は、その角笛を吹け。

## 戦績

### 2歳（2021年）
2021年11月27日、東京競馬場第5レースの2歳新馬戦（芝1600m）で戸崎圭太を鞍上にデビュー。後方からのレースを進めたが4着となった。12月25日の2歳未勝利戦では、田辺裕信を背に出走。上り最速の脚で追い込んだが、届かず2着となった。

### 3歳（2022年）
緒戦となった3歳未勝利戦は9着。2戦目は大野拓弥を鞍上に、3着に食い込んだ。3戦目は5着、4戦目は上り最速の脚で駆け抜けたが、4着入線となった。ここまでは中山競馬場で走っていたが、5戦目は福島競馬場での3歳未勝利戦に出走。鞍上には黛弘人を置いた。2番人気に推されたものの、応えれず8着となった。6戦目は函館競馬場での3歳未勝利戦に出走。鞍上に横山武史を起用した。2番人気に推され、今までの後方待機のレースではなく、先行するレースで3着となった。6月25日、7戦目の3歳未勝利戦となったレースでは3番人気に推されていた。中団でのレースを選択し、見事初勝利を飾った。
4ヶ月以上の休養を挟み、11月19日では1勝クラスに角田大和を起用して出走。8番人気ではあったが、2着に入った。12月18日の1勝クラスでは、戸崎圭太に鞍上を戻し出走。1番人気に推され、今回は先行するレースを選び、人気に応える形で2勝目を飾った。

### 4歳（2023年）
4歳初戦は、小倉競馬場での海の中道特別（2勝クラス）。西村淳也を背に出走したが5着。続く潮来特別（2勝クラス）では、菅原明良を鞍上に出走。3番人気に推されていたレースでは、先行策から4コーナーで先頭に立ち、3勝目を挙げた。5月7日の京都競馬場で行われた烏丸S（3勝クラス）は、岩田康誠を鞍上に、1番人気に推されていた。前団につける形でレースが進み、不良の馬場を制し、後続に5馬身つける圧倒的なレースを見せ、見事オープン入りを果たした。
宝塚記念（GI）に参戦するプランもあったが、重賞を走ったことがなかったため回避し、7月16日の函館記念（GIII）に参戦。後方を追走し、直線では驚異的な末脚を見せたものの、ローシャムパークには届かず3着となった。その後は札幌日経OPに参戦。1番人気に推された。レースは前団を走行し、2着に6馬身つけ、人気に応えた。
2度目の重賞挑戦となった京都大賞典（GII）は、2番人気に推され始まった。菅原明良を鞍上に戻したレースは、後方を追走していたものの、4コーナーで競走中止。原因は心房細動だった。

### 5歳（2024年）
5歳初動となったレースは日経新春杯（GII）を選択。1番人気に推されてレースは始まった。中団を追走する形でレースが進んでいき、上り最速の脚で駆け抜け、追ってくる後続に抜かせず、見事重賞初制覇となった。管理する中野はこれが調教師生活最後の重賞制覇となった。
3月、美浦・中野栄治の定年引退に伴い、栗東の吉岡辰弥厩舎へ転厩。阪神大賞典は1番人気に推されるもテーオーロイヤルの3着。天皇賞（春）も上がり最速の脚を使うがまたしてもテーオーロイヤルの2着となってしまう。阪神競馬場の改修工事により、18年ぶりに京都で開催された宝塚記念は3番人気も後方追走から直線で大外一気の差し切りでGI初制覇。鞍上菅原及び、管理する吉岡もともにGI初制覇となった。一部メディアでは、道悪を得意とすることで「道悪の鬼」と評された。
休養を挟んで秋は京都大賞典から始動するも、暑さに加えて宝塚記念の疲労が残る休み明けが響いたのか1番人気に推されるも最下位の11着に終わる。次走をジャパンカップに定め、在厩で調整。ジャパンカップは前走最下位により10番人気とオッズを落とす。レースはスローペ－スに泣かされ、瞬発力勝負になると持ち味の持久力を生かせずに12着に終わる。春秋グランプリ連覇を狙った有馬記念も11番人気でスタートすると、前走同様スローペースの中を道中でいい位置を取れず、12着と結果を残せなかった。

### 6歳（2025年）
チャンピオンヒルズへ放牧後、阪神大賞典から始動。メンバー唯一のG1馬として出走も、59キロの斤量が影響したが3着となる。
5月4日、天皇賞（春）は8着に終わると、同月6日に右前脚の球節付近が腫れたことからエコー検査を受けたところ繋靱帯の炎症が判明した。近日中に福島県のノルマンディーファーム小野町に移動し、経過を観察する。

## 競走成績
以下の内容は、JBISサーチおよびnetkeiba.comの情報に基づく。
| 競走日     | 競馬場 | 競走名         | 格   | 距離（馬場）  | 頭 数 | 枠 番 | 馬 番 | オッズ （人気） | 着順 | タイム （上り3F） | 着差 | 騎手      | 斤量 [kg] | 1着馬（2着馬）       | 馬体重 [kg] |
| ---------- | ------ | -------------- | ---- | ------------- | ----- | ----- | ----- | --------------- | ---- | ----------------- | ---- | --------- | --------- | -------------------- | ----------- |
| 2021.11.27 | 東京   | 2歳新馬        |      | 芝1600m（良） | 16    | 8     | 15    | 013.30（4人）   | 04着 | R1:37.3（35.2）   | -0.8 | 0戸崎圭太 | 55        | コウキ               | 434         |
| 0000.12.25 | 中山   | 2歳未勝利      |      | 芝1600m（稍） | 16    | 6     | 12    | 025.30（6人）   | 02着 | R1:37.0（35.3）   | -0.1 | 0田辺裕信 | 55        | ニシノメグレス       | 426         |
| 2022.01.09 | 中山   | 3歳未勝利      |      | 芝1600m（稍） | 16    | 8     | 16    | 007.50（5人）   | 09着 | R1:35.6（35.7）   | -0.8 | 0戸崎圭太 | 56        | ゴーゴーユタカ       | 434         |
| 0000.02.27 | 中山   | 3歳未勝利      |      | 芝2000m（良） | 18    | 8     | 16    | 009.20（5人）   | 03着 | R2:01.8（36.4）   | -0.5 | 0大野拓弥 | 56        | シャーマンズケイブ   | 420         |
| 0000.03.13 | 中山   | 3歳未勝利      |      | 芝2000m（良） | 17    | 8     | 15    | 007.50（4人）   | 05着 | R2:01.7（36.1）   | -1.2 | 0田辺裕信 | 56        | タシット             | 416         |
| 0000.04.02 | 中山   | 3歳未勝利      |      | 芝2000m（稍） | 18    | 5     | 9     | 022.40（7人）   | 04着 | R2:02.9（34.9）   | -0.7 | 0田辺裕信 | 56        | ヴィブラツィオーネ   | 418         |
| 0000.04.24 | 福島   | 3歳未勝利      |      | 芝2000m（良） | 16    | 1     | 1     | 004.50（2人）   | 08着 | R2:02.0（36.0）   | -0.7 | 0黛弘人   | 56        | エグランタイン       | 406         |
| 0000.06.11 | 函館   | 3歳未勝利      |      | 芝2000m（良） | 11    | 6     | 6     | 005.60（2人）   | 03着 | R2:01.5（35.6）   | -0.3 | 0横山武史 | 56        | ノートルプロメス     | 424         |
| 0000.06.25 | 函館   | 3歳未勝利      |      | 芝2000m（稍） | 12    | 6     | 7     | 005.80（3人）   | 01着 | R2:02.5（34.9）   | -0.1 | 0横山武史 | 56        | （ペアーザベル）     | 426         |
| 0000.11.19 | 福島   | 3歳上1勝クラス |      | 芝2000m（良） | 16    | 1     | 1     | 032.40（8人）   | 02着 | R2:01.7（35.8）   | -0.0 | 0角田大和 | 54        | エニシノウタ         | 426         |
| 0000.12.18 | 中山   | 3歳上1勝クラス |      | 芝2500m（稍） | 12    | 3     | 3     | 003.60（1人）   | 01着 | R2:38.6（35.3）   | -0.3 | 0戸崎圭太 | 55        | （ボンベール）       | 428         |
| 2023.01.22 | 小倉   | 海の中道特別   | 2勝  | 芝2600m（良） | 13    | 6     | 8     | 014.00（6人）   | 05着 | R2:42.0（35.4）   | -0.4 | 0西村淳也 | 57        | メイショウブレゲ     | 428         |
| 0000.03.04 | 中山   | 潮来特別       | 2勝  | 芝2500m（良） | 11    | 8     | 10    | 004.70（3人）   | 01着 | R2:31.5（35.5）   | -0.3 | 0菅原明良 | 55        | （エンドロール）     | 420         |
| 0000.05.07 | 京都   | 烏丸S          | 3勝  | 芝2200m（不） | 15    | 5     | 9     | 003.50（1人）   | 01着 | R2:14.9（35.9）   | -0.8 | 0岩田康誠 | 56        | （ロードプレジール） | 420         |
| 0000.07.16 | 函館   | 函館記念       | GIII | 芝2000m（稍） | 16    | 4     | 8     | 005.00（2人）   | 03着 | R2:01.8（35.6）   | -0.4 | 0岩田康誠 | 55        | ローシャムパーク     | 428         |
| 0000.08.05 | 札幌   | 札幌日経OP     | L    | 芝2600m（稍） | 14    | 4     | 6     | 002.30（1人）   | 01着 | R2:42.0（35.4）   | -1.0 | 0岩田康誠 | 57        | （アケルナルスター） | 422         |
| 0000.10.09 | 京都   | 京都大賞典     | GII  | 芝2400m（重） | 14    | 1     | 1     | 005.00（2人）   |      | 競走中止          |      | 0菅原明良 | 57        | プラダリア           | 414         |
| 2024.01.14 | 京都   | 日経新春杯     | GII  | 芝2400m（良） | 14    | 5     | 8     | 004.10（1人）   | 01着 | R2:23.7（35.8）   | -0.1 | 0菅原明良 | 57        | （サヴォーナ）       | 426         |
| 0000.03.17 | 阪神   | 阪神大賞典     | GII  | 芝3000m（稍） | 15    | 2     | 2     | 003.20（1人）   | 03着 | R3:07.6（35.3）   | -0.8 | 0菅原明良 | 58        | テーオーロイヤル     | 426         |
| 0000.04.28 | 京都   | 天皇賞（春）   | GI   | 芝3200m（良） | 17    | 3     | 5     | 008.80（5人）   | 02着 | 03:14.5（34.6）   | -0.3 | 0菅原明良 | 58        | テーオーロイヤル     | 424         |
| 0000.06.23 | 京都   | 宝塚記念       | GI   | 芝2200m（重） | 13    | 8     | 12    | 007.50（3人）   | 01着 | R2:12.0（34.0）   | -0.3 | 0菅原明良 | 58        | （ソールオリエンス） | 428         |
| 0000.10.06 | 京都   | 京都大賞典     | GII  | 芝2400m（良） | 11    | 8     | 11    | 002.60（1人）   | 11着 | R2:25.3（35.9）   | -2.4 | 0菅原明良 | 59        | シュヴァリエローズ   | 426         |
| 0000.11.24 | 東京   | ジャパンC      | GI   | 芝2400m（良） | 14    | 2     | 2     | 061.4（10人）   | 12着 | R2:26.6（33.8）   | -1.1 | 0菅原明良 | 58        | ドウデュース         | 430         |
| 0000.12.22 | 中山   | 有馬記念       | GI   | 芝2500m（良） | 15    | 2     | 4     | 035.1（11人）   | 12着 | R2:33.1（35.7）   | -1.3 | 0菅原明良 | 58        | レガレイラ           | 432         |
| 2025.03.23 | 阪神   | 阪神大賞典     | GII  | 芝3000m（良） | 11    | 5     | 5     | 008.00（5人）   | 03着 | R3:04.4（35.5）   | -1.1 | 0菅原明良 | 59        | サンライズアース     | 434         |
| 0000.05.04 | 京都   | 天皇賞（春）   | GI   | 芝3200m（良） | 15    | 2     | 3     | 011.40（5人）   | 08着 | 03:15.9（37.0）   | -1.9 | 0菅原明良 | 58        | ヘデントール         | 434         |

- 競走成績は2025年5月4日現在

## 血統表
| ブローザホーンの血統        | ブローザホーンの血統                                             | ブローザホーンの血統                                             | （血統表の出典）                                                 | （血統表の出典）    |
| 父系                        | ロベルト系                                                       | ロベルト系                                                       | ロベルト系                                                       |                     |
| 父 エピファネイア 2010 鹿毛 | 父の父*シンボリクリスエス 1999 黒鹿毛                            | Kris S.                                                          | Robert                                                           | Robert              |
| 父 エピファネイア 2010 鹿毛 | 父の父*シンボリクリスエス 1999 黒鹿毛                            | Kris S.                                                          | Sharp Queen                                                      |                     |
| 父 エピファネイア 2010 鹿毛 | 父の父*シンボリクリスエス 1999 黒鹿毛                            | Tee Kay                                                          | Gold Meridian                                                    | Gold Meridian       |
| 父 エピファネイア 2010 鹿毛 | 父の父*シンボリクリスエス 1999 黒鹿毛                            | Tee Kay                                                          | Tri Argo                                                         |                     |
| 父 エピファネイア 2010 鹿毛 | 父の母シーザリオ 2002 青毛                                       | スペシャルウィーク                                               | *サンデーサイレンス                                              | *サンデーサイレンス |
| 父 エピファネイア 2010 鹿毛 | 父の母シーザリオ 2002 青毛                                       | スペシャルウィーク                                               | キャンペンガール                                                 |                     |
| 父 エピファネイア 2010 鹿毛 | 父の母シーザリオ 2002 青毛                                       | *キロフプリミエール                                              | Sadler's Wells                                                   | Sadler's Wells      |
| 父 エピファネイア 2010 鹿毛 | 父の母シーザリオ 2002 青毛                                       | *キロフプリミエール                                              | Querida                                                          |                     |
| 母 オートクレール 2011 栗毛 | 母の父デュランダル 1999 栗毛                                     | *サンデーサイレンス                                              | Halo                                                             | Halo                |
| 母 オートクレール 2011 栗毛 | 母の父デュランダル 1999 栗毛                                     | *サンデーサイレンス                                              | Wishing Well                                                     |                     |
| 母 オートクレール 2011 栗毛 | 母の父デュランダル 1999 栗毛                                     | サワヤカプリンセス                                               | *ノーザンテースト                                                | *ノーザンテースト   |
| 母 オートクレール 2011 栗毛 | 母の父デュランダル 1999 栗毛                                     | サワヤカプリンセス                                               | *スコッチプリンセス                                              |                     |
| 母 オートクレール 2011 栗毛 | 母の母ジョイアサーティン 1997 栗毛                               | *フォーティナイナー                                              | Mr. Prospector                                                   | Mr. Prospector      |
| 母 オートクレール 2011 栗毛 | 母の母ジョイアサーティン 1997 栗毛                               | *フォーティナイナー                                              | File                                                             |                     |
| 母 オートクレール 2011 栗毛 | 母の母ジョイアサーティン 1997 栗毛                               | *アサーテイン                                                    | Assert                                                           | Assert              |
| 母 オートクレール 2011 栗毛 | 母の母ジョイアサーティン 1997 栗毛                               | *アサーテイン                                                    | Obeah                                                            |                     |
| 母系(F-No.)                 | (FN:2-f)                                                         | (FN:2-f)                                                         | (FN:2-f)                                                         |                     |
| 5代内の近親交配             | サンデーサイレンス：4×3 Hail to Reason：5×5 Northern Dancer：5×5 | サンデーサイレンス：4×3 Hail to Reason：5×5 Northern Dancer：5×5 | サンデーサイレンス：4×3 Hail to Reason：5×5 Northern Dancer：5×5 |                     |
| 出典                        | 1.                                                               | 1.                                                               | 1.                                                               | 1.                  |

- 三代母アサーテインの半妹にアメリカでGI7勝を挙げたGo for Wandがいる。
- 4代母Obeahは1969年・1970年のデラウェアハンデキャップ勝ち馬。
- そのほかの近親はフェオラ#その他の近親を参照。